# Manuel Jove
Manuel Jove Capellán (La Coruña, 21 de junio de 1941-ibid., 7 de mayo de 2020) fue un empresario español. Fundador de la empresa inmobiliaria Fadesa.

## Biografía
Fundó a finales de la década de los setenta la empresa inmobiliaria Fadesa. Con capital privado, y en su mayoría procedente del propio Jove, esta empresa ha sido el mayor grupo inmobiliario independiente de España. 
Ocupó también el cargo de presidente de la Asociación Provincial de Promotores Inmobiliarios de La Coruña y es miembro del comité ejecutivo de la Asociación Nacional de Promotores de España.
El 30 de septiembre de 2006, antes del estallido de la burbuja inmobiliaria, vendió su participación en Fadesa, por un valor de 2800 millones de euros, al empresario Fernando Martín Álvarez. El Parque Warner Madrid habría pasado a Fadesa, pero Manuel Jove lo recompró a Fernando Martín por 303 millones de euros. La gestión del parque recayó en Parques Reunidos, quien renovó el contrato de alquiler en 2015.
Tras la venta de FADESA, Manuel Jove emprendió nuevos proyectos e inversiones creando la corporación Inveravante a comienzos de 2007. Inveravante es un holding empresarial que invierte en cuatro áreas de actividad: inversión (Cápitavante); energía (Avantegenera, Shearwind, VETRA Energías...); gestión y desarrollo de suelo (Avantespacia) y una cuarta área, Avanteselecta, que aglutina inversiones en los sectores agroalimentario (bodegas, quesos y aceites, fundamentalmente). Además, la corporación posee un área de patrimonio y activos en renta.
En julio de 2007 compró un paquete accionarial del BBVA equivalente al 5 % de su capital por un valor de 3200 millones de euros. La operación se realizó a través de Iaga Gestión de Inversiores, perteneciente al propio empresario.
A través de Inveravante desarrolló entre 2008 y 2016 dos promociones inmobiliarias de lujo en Tánger y Casablanca (Marruecos) con una inversión cercana a las 500 millones de euros.
La trayectoria profesional de Manuel Jove fue premiada en varias ocasiones recibiendo, entre otros, la Medalla Castelao 2005 de la Junta de Galicia y el Premio al Mejor Empresario Gallego de 2004, de Actualidad Económica.
Falleció su domicilio de La Coruña a los setenta y ocho años el 7 de mayo de 2020, a causa de una enfermedad. La revista Forbes cifraba en 2020 su patrimonio en 1570 millones de euros.